# حمالة أطفال

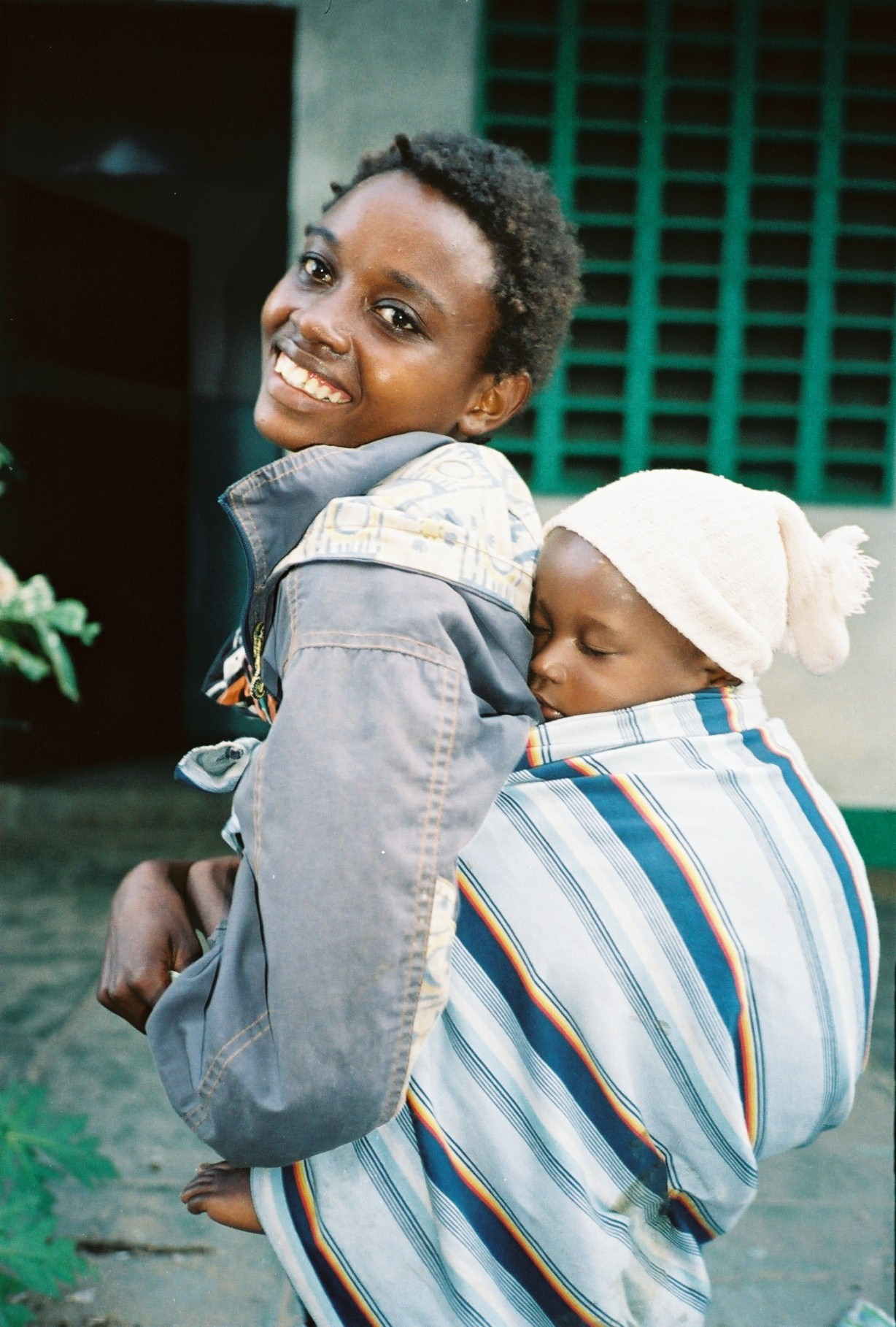
امرأة أفريقية شابة تحمل طفلًا في حمالة أطفال.

حمالة الأطفال أو شُقْبَان هي قطعة من القماش تدعم الرضع أو غيرهم من الأطفال الصغار بجعلهم يتشبثون بأجسام مقدمي الرعاية.

## أوضاع
يمكن للطفل أيضا أن يكون في أكثر من وضع أثناء وجوده في حمالة الأطفال، مثل الوضع الرأسي، وحمل الكنغر ، والحمل الأمامي، وحمل الورك، وحمل الظهر.

## مخاوف
حدثت حوادث اختناق أطفال بينما كانوا في حمالة الأطفال، وخاصة بوضع "الحمالة الحقيبة"، وحثت تقارير المستهلك بسحب جميع الحمالات من هذا النوع. المدافعون يقولون إن أنواعًا أخرى من الحمالات آمنة، وخاصة عندما يكون وجه وأنف وفم الطفل مرئيين في جميع الأوقات.